# THE MAGARIGAWA CLUB
THE MAGARIGAWA CLUB（ザ・マガリガワ・クラブ）は、千葉県南房総市にあるサーキット。運営はコーンズが行う。

## 概要
2023年7月29日オープン。コース設計はヘルマン・ティルケ率いるティルケ・デザイン社が担当した。全長は約3.5km。
併設のクラブハウスはレストランやバーカウンターに加え温泉、サウナ、プール、娯楽施設、宿泊棟などが設けられており、オーナードライバーが泊りがけでサーキットを楽しむことが可能になっている。
いわゆる「会員制サーキット」となっているのが特徴で、サーキットを走行できるのは原則として会員本人かその同伴者に限られる。またいわゆる「スポーツ走行」を目的としたコースのため、レース開催の予定はなく、日本自動車連盟（JAF）等の公認も取得していない。
コーンズは本サーキットを作った理由として、自社が高級車やスーパーカーの輸入販売を手掛ける関係から「それら高性能車の能力をきちんと発揮させられる場所や保管できる場所がない」という問題が背景にあることを挙げており、それらの問題を解決する方法の一つとして「会員制のドライビングコース」を運営するに至ったという。運営のモデルとしては、スペインにあるアスカリ・レースリゾートを挙げている。